# Сасовський Максим Сергійович
Максим Сергійович Сасовський (нар. 23 серпня 2001, Луцьк, Україна) — український футболіст, центральний захисник.

## Життєпис
Народився в Луцьку. У ДЮФЛУ виступав за «Волинь». Починаючи з другої половини сезону 2016/17 років виступав за юнацьку (U-19) команду «хрестоносців», у тому ж 2017 році дебютував і за «молодіжку» волинян.
У футболці луцького клубу дебютував 29 липня 2020 року в переможному (5:0) домашньому поєдинку 27-го туру Першої ліги України проти запорізького «Металурга». Максим вийшов на поле на 82-ій хвилині, замінивши Сергія Сімініна. Протягом перших двох сезонів перебування в першій команді залишався гравцем ротації, виходив на поле дуже рідко. Напередодні сезону 2020/21 років відправився набиратися досвіду у «Волинь-2». Першим голом у професіональній кар'єрі відзначився 15 травня 2021 року на 68-ій хвилині програного (1:2) виїзного поєдинку 22-го туру групи А Другої ліги України проти борщагівської «Чайки». Сасовський вийшов на поле в стартовому складі, на 47-ій хвилині отримав першу жовту картку, а на 88-ій хвилині — другу й достроково завершив матч. У сезоні 2020/21 років зіграв 21 матч (2 голи) у Другій лізі України. Першим голом за головну команду «Волині» відзначився 31 серпня 2021 року на 56-ій хвилині переможного (3:2) виїзного поєдинку 3-го попереднього раунду кубку України проти львівських «Карпат». Максим вийшов на поле в стартовому складі та відіграв увесь матч, а на 43-ій хвилині отримав жовту картку.